# Robert Burås
Robert Solli Burås (Narvik, 12 de agosto de 1975-Oslo, 12 de julio de 2007) era guitarrista y compositor en la banda de rock noruega Madrugada. Fue también un miembro fundador de la banda My Midnight Creeps, donde era guitarrista y cantante principal.

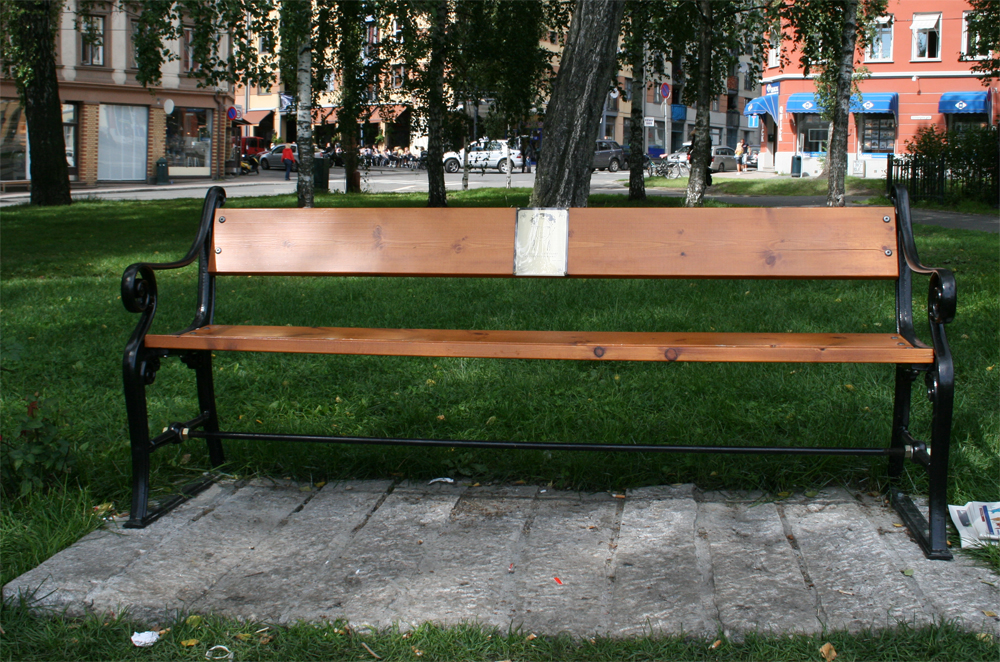
Un banco en su memoria en el parque Birkelunden en Oslo. Burås solía ir a ese parque frecuentemente.

El 12 de julio de 2007, Burås se suicidó y fue hallado muerto por un amigo en su apartamento, con su guitarra en la mano. Después de una ceremonia en Grünerløkka (Oslo), fue cremado. Sus cenizas yacen en el Cementerio de Bjerkvik en Nordland, Noruega.

## Comienzos
Según una entrevista con el disc-jockey Harald Are Lund de la radio NRK en 2006, el primer contacto de Robert Burås con la música rock fue a través de un álbum recopilatorio. La primera canción del mismo era "Rock and Roll" de Led Zeppelin, y Robert que en ese momento trenía 12 años, quedó impactado. Años más tarde, mencionó esta canción como una de sus favoritas.
Después de tocar en bandas locales con amigos y compañeros de escuela en sus años de adolescencia, formó la banda Abby's Adoption con el baterista John Lauvland Pettersen y el bajista Frode Jacobsen. Luego de completar su formación con el cantante Sivert Høyem, cambiaron su nombre a Madrugada y luego se trasladaron a Oslo. El EP debut de Madrugada fue lanzado en el año 1998.

## My Midnight Creeps
Robert Burås fundó la banda My Midnight Creeps en 2005 en donde era el principal cantante y guitarrista así como también su líder y principal compositor. Hicieron dos álbumes: el homónimo My Midnight Creeps (2005) y Histamin (2007).

## Instrumentos
Burås eligió durante su carrera con Madrugada una guitarra vintage de 1966, la Fender Jazzmaster Candy Apple Red. Esta guitarra es la que colocaron arriba del ataúd durante su servicio de funeral.  También usó frecuentemente su Fender Stratocaster sunburst, una Gibson Les Paul Negra y hacia el final de la carrera con My Midnight Creeps tocó mayoritariamente con una Gibson ES-345 marrón.  Robert también interpretaba la armónica, la mandolina eléctrica y ocasionalmente el piano.